# Martina Matuschewski
Martina Matuschewski (* 26. April 1969 in Berlin) ist eine deutsche Filmeditorin.
Anfang der 1990er Jahre machte sie ihre Ausbildung im Bereich Schnitt und war am SAE Institute in Berlin. Seit 1995 ist sie als freie Editorin tätig. Für den Film Engel & Joe wurde sie 2002 mit dem Filmplus Schnitt-Preis der Filmstiftung NRW ausgezeichnet.

## Filmografie (Auswahl)
- 1999: Operation Phoenix – Jäger zwischen den Welten (Fernsehserie, sechs Folgen)
- 1999: Ein starkes Team – Die Natter
- 2000: Vergiss Amerika
- 2000: Ein starkes Team – Bankraub
- 2000: Ein starkes Team – Tödliche Rache
- 2001: Engel & Joe
- 2002: Sophiiiie!
- 2002: Mein letzter Film
- 2004: Italiener und andere Süßigkeiten
- 2006: FC Venus – Angriff ist die beste Verteidigung
- 2007: Zwei Wochen Chef
- 2009: Phantomschmerz
- 2009: Für meine Kinder tu’ ich alles
- 2012: Der Mann, der alles kann